# António José Soares
António José Soares (1783 — 1865) compositor de música sacra, organista na Santa Igreja Patriarcal de Lisboa, professor de música no Seminário Patriarcal de Lisboa, professor de música no Colégio do Calvário, mestre de capela da Infanta D. Isabel Maria no seu palácio de Benfica e professor privado de música em Lisboa.